# لويس غوميز كارينيو
لويس غوميز كارينيو (بالإسبانية: Luis Gómez Carreño)‏ هو عسكري تشيلي، ولد في 26 يناير 1865 في جزيرة حور Huar Island ‏ في تشيلي، وتوفي في 6 يناير 1930 في فينيا ديل مار في تشيلي.

## وفاتة
في 6 يناير من 1930 ، توفي الاميرال غوميز في حادث سيارة مميت